# Montreal Expos
I Montreal Expos (in francese, Les Expos de Montréal) sono stati una squadra professionistica di baseball di Montréal, in Canada. Fondati nel 1969, sono stati la prima squadra canadese della Major League Baseball.
Dalla stagione 2005 la squadra si è trasferita a Washington, diventando i Washington Nationals.

## Storia
Il nome della squadra derivava dall'Esposizione universale tenutasi a Montréal nel 1967, che attirò numerosi investimenti nella città del Québec e, assieme alla successiva assegnazione dei Giochi olimpici estivi alla città, pose le basi all'idea di un'espansione della MLB al di fuori degli Stati Uniti d'America.
L'entusiasmo per la nuova squadra fu notevole, tanto che, per raggiungere più facilmente il pubblico della numerosa comunità francofona di Montréal, i telecronisti locali coniarono un nuovo lessico adatto a descrivere il baseball in francese
Nonostante l'iniziale successo commerciale, gli Expos, che dal 1976 giocarono allo Stadio Olimpico di Montréal, furono una delle squadre meno vincenti della MLB. Il loro periodo migliore fu quello dei primi anni ottanta, in cui poterono contare su alcuni giocatori di buon livello, tra cui Gary Carter, Tim Raines, Andre Dawson, Tim Wallach, Steve Rogers e Bill Gullickson. Nel 1981 disputarono la loro prima e unica post-season, perdendo la finale della National League per 3–2 contro i Los Angeles Dodgers.
Dopo alcune stagioni deludenti e numerosi cambi di proprietà, la MLB decise di acquistare la squadra nel 2002, e, seguendo una politica di ricerca di nuovi mercati, gli Expos disputarono 22 gare della stagione 2003 a San Juan, Porto Rico. La media di spettatori allo Stadio Hiram Bithorn di San Juan, nonostante l'impianto di minori dimensioni, fu di 14,222, contro i 12,081 a Montréal.
Nonostante le aspettative dei nuovi tifosi per la permanenza della squadra a Porto Rico, e dopo una battaglia legale della vecchia proprietà che intendeva mantenere la squadra a Montréal, la MLB, dopo aver vagliato alcune possibili sedi alternative, annunciò il 29 settembre 2004 il trasferimento definitivo della squadra a Washington.

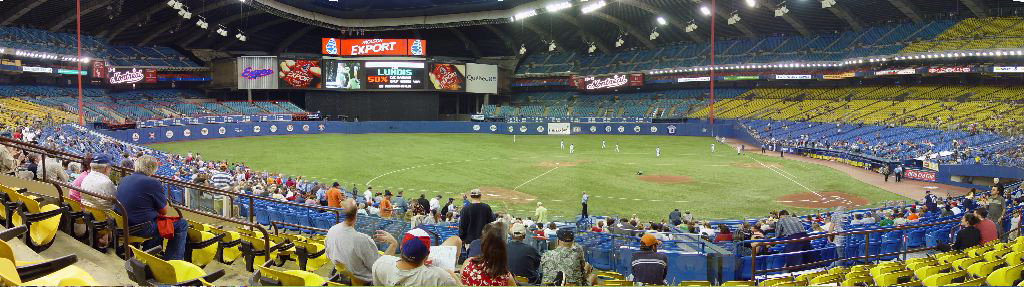
Una partita degli Expos allo Stadio Olimpico di Montréal

## Giocatori

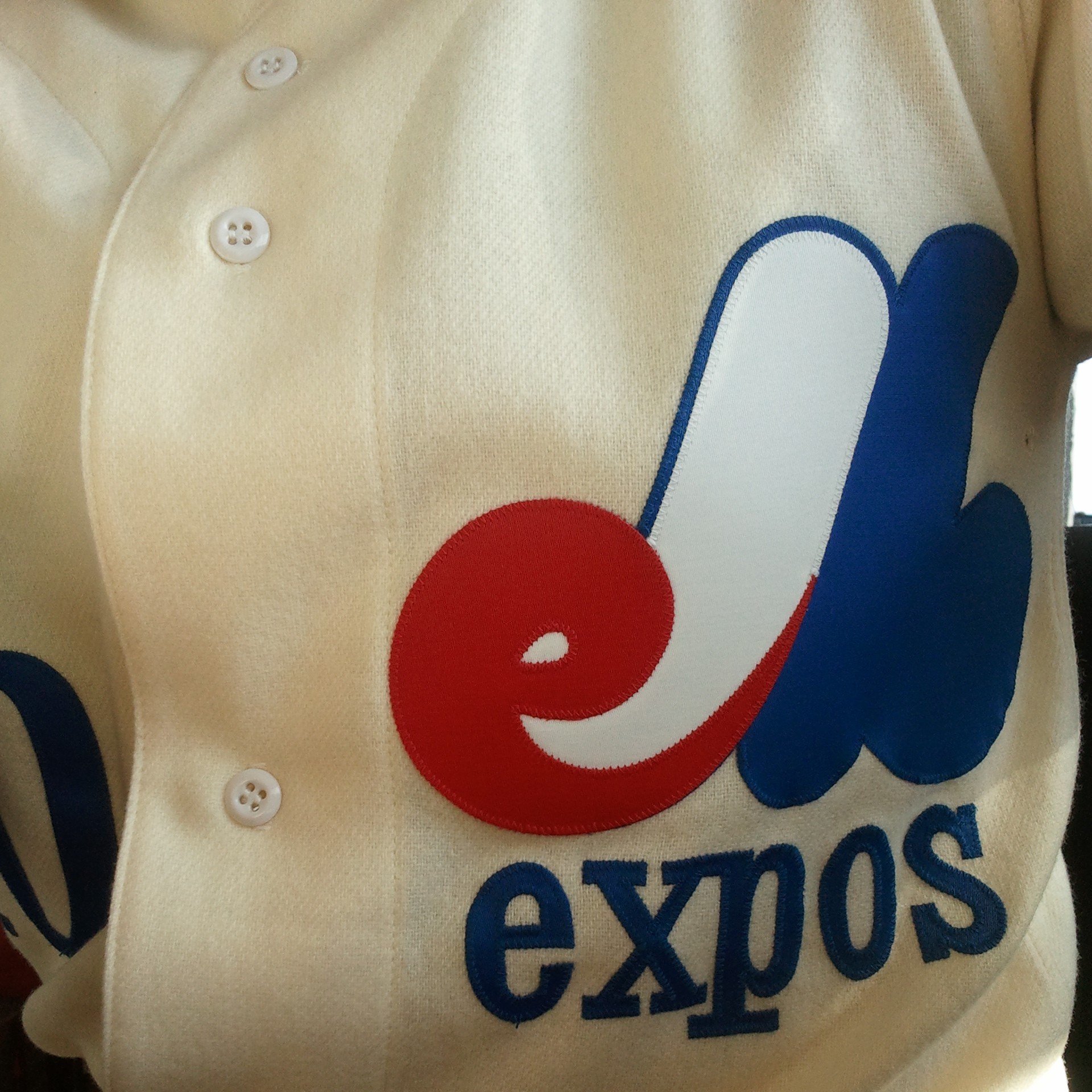
Maglia dei Montreal Expos 1969-1991

Stendardo degli Expos al Bell Centre

### Numeri ritirati
| Gary Carter C 1974–84 & 1992 | Andre Dawson RF/CF 1976–86 | Rusty Staub RF 1969–71 & 1979 | Tim Raines LF 1979–90 & 2001 | Jackie Robinson 2B Rit. da MLB nel 1997 |

### Membri della Hall of Fame
| Hall of Famer degli Expos                                                            | Hall of Famer degli Expos | Hall of Famer degli Expos | Hall of Famer degli Expos | Hall of Famer degli Expos |
| N.                                                                                   | Nome                      | Ruolo                     | Anni                      | Ind.                      |
| ------------------------------------------------------------------------------------ | ------------------------- | ------------------------- | ------------------------- | ------------------------- |
| 8                                                                                    | Gary Carter               | C                         | 1974–84, 1992             | 2003                      |
| 10                                                                                   | Andre Dawson              | OF                        | 1976–86                   | 2010                      |
| 30                                                                                   | Tim Raines                | OF                        | 1979–90, 2001             | 2017                      |
| 23                                                                                   | Dick Williams             | Manager                   | 1977–81                   | 2008                      |
| 24                                                                                   | Tony Pérez                | 1B                        | 1977–79                   | 2000                      |
| 51                                                                                   | Randy Johnson             | P                         | 1988–89                   | 2015                      |
| 37, 45                                                                               | Pedro Martínez            | P                         | 1994–97                   | 2015                      |
| 20                                                                                   | Frank Robinson            | Manager                   | 2002–2004                 | 1982                      |
| I giocatori in grassetto sono riprodotti nella Hall of Fame come membri degli Expos. |                           |                           |                           |                           |